# Australymexylon fuscipennis
Australymexylon fuscipennis är en skalbaggsart som först beskrevs av Lea 1912.  Australymexylon fuscipennis ingår i släktet Australymexylon och familjen varvsflugor. Inga underarter finns listade i Catalogue of Life.